# Einwohnerentwicklung von Hamburg
Dieser Artikel gibt die Einwohnerentwicklung von Hamburg tabellarisch und graphisch wieder.
Am 31. Dezember 2024 betrug die Amtliche Einwohnerzahl für Hamburg nach Fortschreibung des Statistischen Amtes für Hamburg und Schleswig-Holstein 1.862.565 (nur Hauptwohnsitze, Fortschreibung vom Zensus 2022).

## Einwohnerentwicklung
1787 überschritt die Einwohnerzahl von Hamburg die Grenze von 100.000. Während der Hamburger Franzosenzeit, der Besatzung durch die französische Armee zwischen 1806 und 1814, sank die Bevölkerungszahl um die Hälfte. So wurden zu Beginn des Winters 1813/14 alle Bewohner, die sich nicht mindestens sechs Monate selbst versorgen konnten, darunter vor allem Arme, Alte und Schwache, aus der Stadt vertrieben. Beim Einmarsch der russischen Truppen am 30. Mai 1814 lebten noch 55.000 Menschen in Hamburg.
Mit dem Beginn der Industrialisierung Mitte des 19. Jahrhunderts beschleunigte sich das Bevölkerungswachstum. Lebten 1852 rund 160.000 Menschen in der Stadt, so waren es 1900 bereits über 700.000. Um 1905 war Hamburg mit den benachbarten preußischen Städten Altona-Ottensen im Westen und Wandsbek im Osten vollständig zusammengewachsen. Diese drei Städte hatten damals zusammen über eine Million Einwohner, doch wurden sie erst 1938 mit Hamburg zu einer Kommune vereinigt.
1912 überschritt die Stadt Hamburg die Grenze von einer Million Einwohner. Bei der Volkszählung vom 5. Dezember 1917 wurde eine ortsanwesende Gesamtbevölkerung von 846.055 Personen ermittelt. Darunter waren nach Angaben der Volkswirtschaftlichen Abteilung des Kriegsernährungsamtes 32.568 Militärpersonen und 1.579 Kriegsgefangene. Zwischen 1913 und 1917 sank die Bevölkerungszahl um 18 Prozent. Schon im Dezember 1919 hatte die Stadt wieder mehr als eine Million Einwohner.
Mit dem Groß-Hamburg-Gesetz von 1937 wurden insgesamt 48 Gemeinden und zwei Gemeindeteile mit zusammen 546.396 Einwohnern (1933) und einer Fläche von 61.096,02 Hektar mit Hamburg zu einer Kommune zusammengeschlossen. Folgende Gemeinden mit mehr als 10.000 Einwohnern wurden am 1. April 1938 Teil der Stadt Hamburg (in Klammern die Einwohnerzahl der Volkszählung vom 16. Juni 1933): Altona (241.970), Harburg-Wilhelmsburg (112.593), Wandsbek (46.255), Bergedorf (19.564), Lokstädt (17.868), Rahlstedt (14.349) und Billstedt (12.852).
Kurz vor dem Zweiten Weltkrieg, im Mai 1939, hatte Hamburg bereits 1,712 Millionen Einwohner. Durch eine Serie schwerer Bombardierungen britischer Flugzeuge im Juli/August 1943 (Operation Gomorrha) wurden ungefähr 35.000 Einwohner getötet und rund ein Drittel aller Wohngebäude zerstört. Etwa 125.000 Hamburger wurden verletzt, 900.000 obdachlos. Nach mehreren Evakuierungen sank die Bevölkerungszahl bis 1944 unter die Millionengrenze, lag aber beim Einmarsch der britischen Truppen am 3. Mai 1945 wieder darüber. 1953 hatte die Stadt wieder so viele Einwohner wie vor dem Krieg.
Seinen bislang höchsten Einwohnerstand mit 1.915.582 erreichte Hamburg im Jahre 2024, der 1964 erreichte Höhepunkt von 1.857.431 war erst 2022 infolge der Flucht vor dem russischen Überfall auf die Ukraine wieder erreicht worden. Auf dem Höhepunkt des Baby-Booms in der Mitte der 1960er Jahre betrug die zusammengefasste Geburtenziffer in Hamburg etwa 1,9 (Deutschland: 2,5). Durch das hohe Durchschnittsalter, welches aus niedrigen Geburtenziffern in der Vergangenheit resultierte, und dem Geburteneinbruch der 1970er Jahre entstand ein enormes Geburtendefizit. Die Kinderzahl pro Frau sank Anfang der 1970er Jahre auf 1,2 und verblieb seitdem auf diesem Niveau. Das Geburtendefizit betrug in den 1970ern bis zu 6 pro 1000 Einwohnern. Zusätzlich wanderten netto etwa 3 pro 1000 Einwohnern jedes Jahr ab, die Bevölkerung Hamburgs sank somit um 0,9 % pro Jahr. Hauptsächlich das Geburtendefizit, weniger die Suburbanisierung, führte anschließend zu einem Bevölkerungsrückgang bis 1986 auf 1.571.267 Einwohner. Nach 1986 wurde die Wanderungsbilanz wieder positiv und durch Effekte in der Altersstruktur nahm das Geburtendefizit kontinuierlich ab. Die Kinderzahl pro Frau lag 2008 bei 1,25. Ende 2010 stand die Stadt mit 1.786.448 Einwohnern unter den deutschen Großstädten hinter Berlin (etwa 3,4 Millionen Einwohner) auf Platz zwei der Großstädte Deutschlands, gefolgt von München mit 1,3 Millionen Einwohnern. Zwischen 1986 und 2010 nahm die Bevölkerung Hamburgs um 13,7 Prozent (215.181 Personen) zu.
Es folgt eine Übersicht mit den Einwohnerzahlen nach dem jeweiligen Gebietsstand. Bis 1826 handelt es sich meist um Schätzungen, danach um Volkszählungsergebnisse (¹) oder amtliche Fortschreibungen des Statistischen Landesamtes. Die Angaben beziehen sich ab 1871 auf die „ortsanwesende Bevölkerung“, ab 1925 auf die Wohnbevölkerung und seit 1987 auf die „Bevölkerung am Ort der Hauptwohnung“. Vor 1871 wurde die Einwohnerzahl nach uneinheitlichen Erhebungsverfahren ermittelt.

### Von 950 bis 1870
(jeweiliger Gebietsstand)
| Jahr | Einwohner |
| ---- | --------- |
| 950  | 500       |
| 1050 | 900       |
| 1200 | 1.500     |
| 1300 | 5.000     |
| 1430 | 16.000    |
| 1560 | 20.000    |
| 1600 | 40.000    |
| 1650 | 60.000    |
| 1750 | 75.000    |
| 1787 | 100.000   |
| 1800 | 130.000   |
| 1811 | 106.983   |

| Jahr/Datum         | Einwohner |
| ------------------ | --------- |
| 1814               | 55.000    |
| 1826               | 122.861   |
| 3. Dezember 1834 ¹ | 130.385   |
| 3. Dezember 1837 ¹ | 135.375   |
| 3. Dezember 1840 ¹ | 136.956   |
| 3. Dezember 1846 ¹ | 148.754   |
| 3. Dezember 1852 ¹ | 161.390   |
| 3. Dezember 1855 ¹ | 166.148   |
| 3. Dezember 1858 ¹ | 171.696   |
| 3. Dezember 1861 ¹ | 178.841   |
| 3. Dezember 1864 ¹ | 175.700   |
| 3. Dezember 1867 ¹ | 225.074   |

¹ Volkszählungsergebnis

### Von 1871 bis 1944
(jeweiliger Gebietsstand)
| Jahr               | Einwohner |
| ------------------ | --------- |
| 1. Dezember 1871 ¹ | 240.251   |
| 1. Dezember 1875 ¹ | 264.675   |
| 1. Dezember 1880 ¹ | 289.859   |
| 1. Dezember 1885 ¹ | 305.690   |
| 1. Dezember 1890 ¹ | 323.923   |
| 2. Dezember 1895 ¹ | 625.552   |
| 1. Dezember 1900 ¹ | 705.738   |
| 31. Dezember 1901  | 725.971   |
| 31. Dezember 1902  | 739.747   |
| 31. Dezember 1903  | 754.261   |
| 31. Dezember 1904  | 776.354   |
| 1. Dezember 1905 ¹ | 802.793   |
| 31. Dezember 1906  | 830.578   |
| 31. Dezember 1907  | 856.226   |
| 31. Dezember 1908  | 881.874   |
| 31. Dezember 1909  | 907.522   |

| Jahr               | Einwohner |
| ------------------ | --------- |
| 1. Dezember 1910 ¹ | 931.035   |
| 31. Dezember 1911  | 946.236   |
| 31. Dezember 1912  | 1.000.903 |
| 31. Dezember 1913  | 1.031.480 |
| 1. Dezember 1916 ¹ | 876.833   |
| 5. Dezember 1917 ¹ | 846.055   |
| 8. Oktober 1919 ¹  | 985.779   |
| 31. Dezember 1919  | 1.004.427 |
| 31. Dezember 1920  | 1.026.989 |
| 31. Dezember 1921  | 1.041.057 |
| 31. Dezember 1922  | 1.071.924 |
| 31. Dezember 1923  | 1.066.991 |
| 31. Dezember 1924  | 1.089.091 |
| 16. Juni 1925 ¹    | 1.079.126 |
| 31. Dezember 1925  | 1.087.049 |
| 31. Dezember 1926  | 1.101.132 |

| Jahr              | Einwohner |
| ----------------- | --------- |
| 31. Dezember 1927 | 1.115.511 |
| 31. Dezember 1928 | 1.131.599 |
| 31. Dezember 1929 | 1.145.014 |
| 31. Dezember 1930 | 1.145.124 |
| 31. Dezember 1931 | 1.135.317 |
| 31. Dezember 1932 | 1.123.500 |
| 16. Juni 1933 ¹   | 1.129.307 |
| 31. Dezember 1933 | 1.127.917 |
| 31. Dezember 1934 | 1.112.195 |
| 31. Dezember 1935 | 1.101.105 |
| 31. Dezember 1936 | 1.096.796 |
| 31. Dezember 1937 | 1.094.715 |
| 31. Dezember 1938 | 1.689.100 |
| 17. Mai 1939 ¹    | 1.711.877 |
| 31. Dezember 1940 | 1.725.500 |
| 31. Dezember 1944 | 958.247   |

¹ Volkszählungsergebnis
Quelle: Stadt Hamburg
Eine Einschätzung der Bevölkerungsentwicklung im Zweiten Weltkrieg ergeben die Ergebnisse der Verbrauchergruppenstatistiken, die aus den Daten der Lebensmittelzuteilungen gewonnen wurden und 1953 vom Statistischen Bundesamt veröffentlicht wurden. Nach der Kleinen Verbrauchergruppenstatistik umfasste die versorgte Zivilbevölkerung in Hamburg Anfang Februar 1943 1.494.043 Personen (darunter 52.067 Gemeinschaftsverpflegte), zu Beginn der am 23. August 1943 beginnenden Zuteilungsperiode nur noch 921.400 (darunter 75.846 Gemeinschaftsverpflegte), Anfang Februar 1944 wieder 1.114.306 (darunter 115.818 Gemeinschaftsverpflegte), Mitte August 1.088.926 (darunter 106.556 Gemeinschaftsverpflegte) und Mitte Dezember 1944 noch 1.077.034 Personen (darunter 118.306 Gemeinschaftsverpflegte).

### Von 1945 bis 1987
(jeweiliger Gebietsstand)
| Datum                | Einwohner |
| -------------------- | --------- |
| 1. Mai 1945          | 1.004.325 |
| 31. Dezember 1945    | 1.350.278 |
| 29. Oktober 1946 ¹   | 1.403.300 |
| 31. Dezember 1947    | 1.482.639 |
| 31. Dezember 1948    | 1.518.900 |
| 13. September 1950 ¹ | 1.605.606 |
| 31. Dezember 1951    | 1.658.038 |
| 31. Dezember 1952    | 1.687.190 |
| 31. Dezember 1953    | 1.722.819 |
| 25. September 1956 ¹ | 1.751.289 |
| 6. Juni 1961 ¹       | 1.832.346 |
| 31. Dezember 1961    | 1.840.543 |
| 31. Dezember 1962    | 1.847.523 |
| 31. Dezember 1963    | 1.854.637 |

| Datum             | Einwohner |
| ----------------- | --------- |
| 31. Dezember 1964 | 1.857.431 |
| 31. Dezember 1965 | 1.854.361 |
| 31. Dezember 1966 | 1.847.267 |
| 31. Dezember 1967 | 1.832.560 |
| 31. Dezember 1968 | 1.822.837 |
| 31. Dezember 1969 | 1.817.122 |
| 27. Mai 1970 ¹    | 1.793.823 |
| 31. Dezember 1970 | 1.793.640 |
| 31. Dezember 1971 | 1.781.621 |
| 31. Dezember 1972 | 1.766.214 |
| 31. Dezember 1973 | 1.751.621 |
| 31. Dezember 1974 | 1.733.802 |
| 31. Dezember 1975 | 1.717.383 |
| 31. Dezember 1976 | 1.698.615 |

| Datum             | Einwohner |
| ----------------- | --------- |
| 31. Dezember 1977 | 1.680.340 |
| 31. Dezember 1978 | 1.664.305 |
| 31. Dezember 1979 | 1.653.043 |
| 31. Dezember 1980 | 1.645.095 |
| 31. Dezember 1981 | 1.637.132 |
| 31. Dezember 1982 | 1.623.848 |
| 31. Dezember 1983 | 1.609.531 |
| 31. Dezember 1984 | 1.592.447 |
| 31. Dezember 1985 | 1.579.884 |
| 31. Dezember 1986 | 1.571.267 |
| 25. Mai 1987 ¹    | 1.592.770 |

¹ Volkszählungsergebnis
Quelle: Statistisches Amt für Hamburg und Schleswig-Holstein

### Von 1987 bis 2011

Vergleich der Bevölkerungszahlen nach der Fortschreibung der Volkszählung (blau) und dem Melderegister (rot) von 1987 bis 2017. Der stark abgefallene Wert des blauen Graphen beim 9. Mai 2011 entspricht der Korrektur aufgrund des Zensus

Amtliche Bevölkerungsfortschreibung („die amtlich festgestellte Bevölkerungszahl“), der zweite Wert ist die Melderegisterangabe zum 31. Dezember. Erstere basiert auf dem Volkszählungsergebnis von 1987 und berücksichtigt in der Fortschreibung nur Geburten/Sterbefälle sowie Zuzüge/Wegzüge von Einwohnern (Wanderungssaldo). Anfang 2009 mussten die Melderegister nach Abgleich mit den Steueridentifikationsnummern um 16208 Einträge bereinigt werden; alle Einträge vor dem 31. Dezember 2008 sollten daher als leicht überhöht betrachtet werden.
Tatsächlich erhöhte sich die Einwohnerzahl in diesen 24 Jahren nur um 113.926 (7,2 % bzw. 0,3 % p. a.). Die „amtliche Bevölkerungsfortschreibung“ führte mit 196.759  zu einer signifikant überhöhten Bevölkerungszahl. Die Abweichung entspricht der Größe einer „Mittelstadt“ wie Tübingen oder Flensburg.
Durchschnittlich zogen 1987–2011 jährlich 80.000 Personen nach Hamburg und 75.000 aus Hamburg weg. Wenn nur 5 % der notwendigen Abmeldungen „vergessen“ wurden, werden so jährlich ca. 4.000 imaginäre Bürger der Stadt generiert. Über einen langen Zeitraum zwischen zwei Volkszählungen kann sich so ein imaginärer Bestand von 80.000 Bürgern kumulieren.
| Datum             | Fortschreibung | Melderegister |
| ----------------- | -------------- | ------------- |
| 25. Mai 1987      | 1.592.770      |               |
| 31. Dezember 1987 | 1.594.190      | 1.641.023     |
| 31. Dezember 1988 | 1.603.070      | 1.647.399     |
| 31. Dezember 1989 | 1.626.220      | 1.669.599     |
| 31. Dezember 1990 | 1.652.363      | 1.692.680     |
| 31. Dezember 1991 | 1.668.757      | 1.701.144     |
| 31. Dezember 1992 | 1.688.785      | 1.712.034     |
| 31. Dezember 1993 | 1.702.887      | 1.719.281     |
| 31. Dezember 1994 | 1.705.872      | 1.716.993     |
| 31. Dezember 1995 | 1.707.901      | 1.715.789     |
| 31. Dezember 1996 | 1.707.986      | 1.707.247     |
| 31. Dezember 1997 | 1.704.731      | 1.703.588     |
| 31. Dezember 1998 | 1.700.089      | 1.691.654     |
| 31. Dezember 1999 | 1.704.735      | 1.696.065     |

| Datum             | Fortschreibung | Melderegister |
| ----------------- | -------------- | ------------- |
| 31. Dezember 2000 | 1.715.392      | 1.704.929     |
| 31. Dezember 2001 | 1.726.363      | 1.710.932     |
| 31. Dezember 2002 | 1.728.806      | 1.712.413     |
| 31. Dezember 2003 | 1.734.083      | 1.714.923     |
| 31. Dezember 2004 | 1.734.830      | 1.715.225     |
| 31. Dezember 2005 | 1.743.627      | 1.720.632     |
| 31. Dezember 2006 | 1.754.182      | 1.732.503     |
| 31. Dezember 2007 | 1.770.629      | 1.741.182     |
| 31. Dezember 2008 | 1.772.100      | 1.735.663     |
| 31. Dezember 2009 | 1.774.224      | 1.733.260     |
| 31. Dezember 2010 | 1.786.448      | 1.746.813     |
| 30. April 2011    | 1.789.529      |               |
| 9. Mai 2011       | 1.706.696 ¹    |               |

¹ Zensusergebnis 9. Mai 2011
Quelle: Statistisches Amt für Hamburg und Schleswig-Holstein

### Ab 2011
| Datum             | Fortschreibung | Melderegister |
| ----------------- | -------------- | ------------- |
| 9. Mai 2011       | 01.706.696 ¹   | –             |
| 31. Dezember 2011 | 1.718.187      | 1.760.017     |
| 31. Dezember 2012 | 1.734.272      | 1.775.659     |
| 31. Dezember 2013 | 1.746.342      | –             |
| 31. Dezember 2014 | 1.762.791      | –             |
| 31. Dezember 2015 | 1.787.408      | –             |
| 31. Dezember 2016 | 1.810.438      | 1.860.759     |
| 31. Dezember 2017 | 1.830.584      | 1.880.997     |
| 31. Dezember 2018 | 1.841.179      |               |
| 31. Dezember 2019 | 1.847.253      | 1.899.160     |
| 31. Dezember 2020 | 1.852.478      | 1.904.444     |
| 31. Dezember 2021 | 1.853.935      |               |
| 15. Mai 2022      | 01.808.846 ²   |               |
| 31. Dezember 2022 | 1.832.675      |               |
| 31. Dezember 2023 | 1.851.596      |               |
| 31. Dezember 2024 | 1.862.565      |               |

¹ Zensusergebnis 9. Mai 2011

² Zensusergebnis 15. Mai 2022

## Bevölkerungsprognosen

Die nebenstehenden Prognosen im Vergleich zu der reale Einwohnerentwicklung seit 1990. Die Prognosen der Bertelsmannstiftung sind in Grüntönen geplottet – die des BBSR in Rot

### Prognosen der Bertelsmann Stiftung
In ihrer 2009 veröffentlichten Publikation „Wer, wo, wie viele? – Bevölkerung in Deutschland 2025“, in der die Bertelsmann-Stiftung Daten zur Entwicklung der Einwohnerzahl für alle Kommunen ab 5.000 Einwohner in Deutschland liefert, wird für Hamburg ein Anstieg der Bevölkerung zwischen 2006 und 2025 um 3,9 Prozent (68.443 Personen) vorausgesagt. Zu berücksichtigen ist jedoch, dass die Einwohnerzahl Hamburgs gem. Zensus 2011 mit rd. 1.707.000 Einwohnern gegenüber der prognostizierten Zahl für 2015 mit rd. 1.837.000 um etwa 130.000 bzw. knapp 8 % darunterliegt.
Absolute Bevölkerungsentwicklung 2012–2030 – Prognose für Hamburg (Hauptwohnsitze):
Im Jahr 2011 gab es eine Überarbeitung dieser Prognose, welche insgesamt ein stärkeres Bevölkerungswachstum prognostiziert. Im Jahr 2015 gab es eine neue Prognose, basierend auf Post-Zensus 2011 Daten. Eine Prognose bis 2040 liegt aufgrund der „schwierigen Datenlage“ noch nicht vor. (Stand: 2022)
| Datum             | Einwohner |
| ----------------- | --------- |
| 31. Dezember 2006 | 1.754.182 |
| 31. Dezember 2010 | 1.775.364 |
| 31. Dezember 2015 | 1.797.092 |
| 31. Dezember 2020 | 1.813.422 |
| 31. Dezember 2025 | 1.822.625 |

| Datum             | Einwohner |
| ----------------- | --------- |
| 31. Dezember 2009 | 1.772.680 |
| 31. Dezember 2015 | 1.837.310 |
| 31. Dezember 2020 | 1.873.490 |
| 31. Dezember 2025 | 1.894.360 |
| 31. Dezember 2030 | 1.899.980 |

| Datum             | Einwohner |
| ----------------- | --------- |
| 31. Dezember 2012 | 1.733.210 |
| 31. Dezember 2020 | 1.832.150 |
| 31. Dezember 2025 | 1.855.590 |
| 31. Dezember 2030 | 1.863.250 |

Quelle: Bertelsmann Stiftung

### Prognosen des Statistischen Amts für Hamburg und Schleswig-Holstein
Die Bevölkerungsvorausschätzung des Statistischen Amts aus dem Jahre 2019 prognostiziert auf Grundlage der 14. Koordinierten Bevölkerungsvorausberechnung (14. KBV) des Bundes und der Länder in der mittleren Variante für Hamburg eine Einwohnerzahl von 1,988 Millionen im Jahre 2040. Das wäre ein Anstieg um 8,0 Prozent (rund 147.000 Personen) bezogen auf 2019. Die Prognose trifft die Annahme, dass zwischen 2025 und 2040 der Fortzug innerhalb der Bundesländern schrittweise gegen null geht.
Sollte das Wanderungssaldo Deutschlands mit dem Ausland auf hohem Niveau bestehen bleiben, würde Hamburg im Jahr 2035 die 2-Millionen-Marke überschreiten.
| Datum             | Einwohner |
| ----------------- | --------- |
| 1. Januar 2019    | 1.841.000 |
| 31. Dezember 2020 | 1.868.000 |
| 31. Dezember 2025 | 1.913.000 |
| 31. Dezember 2030 | 1.937.000 |
| 31. Dezember 2035 | 1.959.000 |
| 31. Dezember 2040 | 1.988.000 |

Quelle: Statistisches Amt für Hamburg und Schleswig-Holstein, 2019

### Prognose des Bundesinstitut für Bau-, Stadt- und Raumforschung (BBSR) 2021
Das Bundesinstitut für Bau-, Stadt- und Raumforschung (BBSR) veröffentlichte Ende 2021 seine Raumordnungsprognose 2040 basierend auf demografischen Daten seit 1990, welche auf Basis des Zensus 2011 korrigiert wurden.
Nach dieser Prognose soll sich die Bevölkerungszahl Hamburgs gegenüber 2017 bis 2040 um 8 % erhöhen und auf rund 1,977 Millionen steigen.
| Jahr | Einwohner |
| ---- | --------- |
| 2017 | 1.830.600 |
| 2020 | 1.867.000 |
| 2025 | 1.912.000 |
| 2030 | 1.939.100 |
| 2035 | 1.959.400 |
| 2040 | 1.976.600 |

Quelle: Bundesinstitut für Bau-, Stadt- und Raumforschung, 2021

## Ausländische Bevölkerung
Die Tabelle zeigt die größten Gruppen der melderechtlich mit Hauptwohnsitz in Hamburg registrierten Ausländer. Daneben verfügten 144.000 Einwohner (2012) neben der deutschen Staatsbürgerschaft über bis zu drei andere Staatsbürgerschaften.
| Rang                     | Bevölkerung aus          | 2010    | 2015    | 2020    | 2021    | 2022    |
| ------------------------ | ------------------------ | ------- | ------- | ------- | ------- | ------- |
| 1.                       | Türkei                   | 51.799  | 45.541  | 43.857  | 43.419  | 43.971  |
| 2.                       | Polen                    | 20.635  | 28.571  | 27.725  | 27.590  | 27.808  |
| 3.                       | Afghanistan              | 11.732  | 14.600  | 21.803  | 24.202  | 27.943  |
| 4.                       | Syrien                   |         | 7.108   | 17.381  | 17.907  | 17.937  |
| 5.                       | Rumänien                 | 2.940   | 8.196   | 12.771  | 13.278  | 14.129  |
| 6.                       | Bulgarien                | 3.686   | 8.248   | 11.027  | 11.570  | 12.072  |
| 7.                       | Portugal                 | 8.713   | 9.962   | 10.108  | 10.108  | 10.219  |
| 8.                       | Russische Föderation     | 7.521   | 8.339   | 9.712   | 9.735   | 10.498  |
| 9.                       | Iran                     | 5.742   | 6.258   | 9.246   | 9.701   | 10.770  |
| 10.                      | Italien                  | 6.042   | 7.813   | 9.123   | 9.213   | 9.475   |
| 11.                      | Nordmazedonien           | 4.336   | 5.929   | 7.538   | 7.849   | 8.255   |
| 12.                      | Spanien                  | 3.261   | 6.423   | 7.337   | 7.502   | 7.781   |
| 13.                      | Ghana                    | 5.276   | 5.474   | 7.032   | 7.431   | 8.056   |
| 14.                      | Serbien                  | 1.336   | 7.179   | 7.336   | 7.305   | 7.478   |
| 15.                      | Kroatien                 | 4.476   | 6.048   | 7.219   | 7.247   | 7.225   |
| 16.                      | Griechenland             | 6.115   | 6.801   | 6.769   | 6.703   | 6.777   |
| 17.                      | Indien                   | 2.467   | 3.280   | 5.498   | 6.176   | 7.622   |
| 18.                      | China                    | 3.267   | 4.454   | 5.506   | 5.567   | 5.787   |
| 19.                      | Philippinen              | 4.535   | 5.592   | 5.675   | 5.420   | 5.640   |
| 20.                      | Irak                     |         | 1.925   | 5.131   | 5.193   | 5.293   |
| 21.                      | Frankreich               | 3.947   | 5.181   | 5.015   | 4.940   | 4.983   |
| 22.                      | Österreich               | 4.060   | 4.394   | 4.473   | 4.444   | 4.465   |
| 23.                      | Ukraine                  | 3.818   | 3.841   | 4.170   | 4.238   | 29.300  |
| 24.                      | Bosnien-Herzegowina      | 3.731   | 4.282   | 4.220   | 4.238   | 4.279   |
| 25.                      | USA                      | 2.779   | 3.537   | 3.954   | 3.880   | 3.980   |
| 26.                      | Eritrea                  |         |         | 3.018   | 3.181   | 3.407   |
| 27.                      | Vereinigtes Königreich   | 3.723   | 4.237   | 3.053   | 2.953   | 2.918   |
| 28.                      | Niederlande              | 2.260   | 2.707   | 2.781   | 2.850   | 2.865   |
| 29.                      | Ägypten                  |         | 1.935   | 2.679   | 2.873   | 3.058   |
| 30.                      | Vietnam                  | 1.680   | 2.063   | 2.679   | 2.863   | 3.305   |
| 31.                      | Kosovo                   |         | 2.875   | 2.640   | 2.690   | 2.756   |
| 32.                      | ehem. Serbien/Montenegro | 11.081  |         |         |         |         |
| 33.                      | andere                   | 46.909  | 55.545  | 57.769  | 59.502  | 67.597  |
| Alle Nationen gesamthaft | Alle Nationen gesamthaft | 237.867 | 288.338 | 334.260 | 341.759 | 384.893 |

Quelle: Statistisches Amt für Hamburg und Schleswig-Holstein, Melderegister jeweils am 31. Dezember.

## Altersstruktur

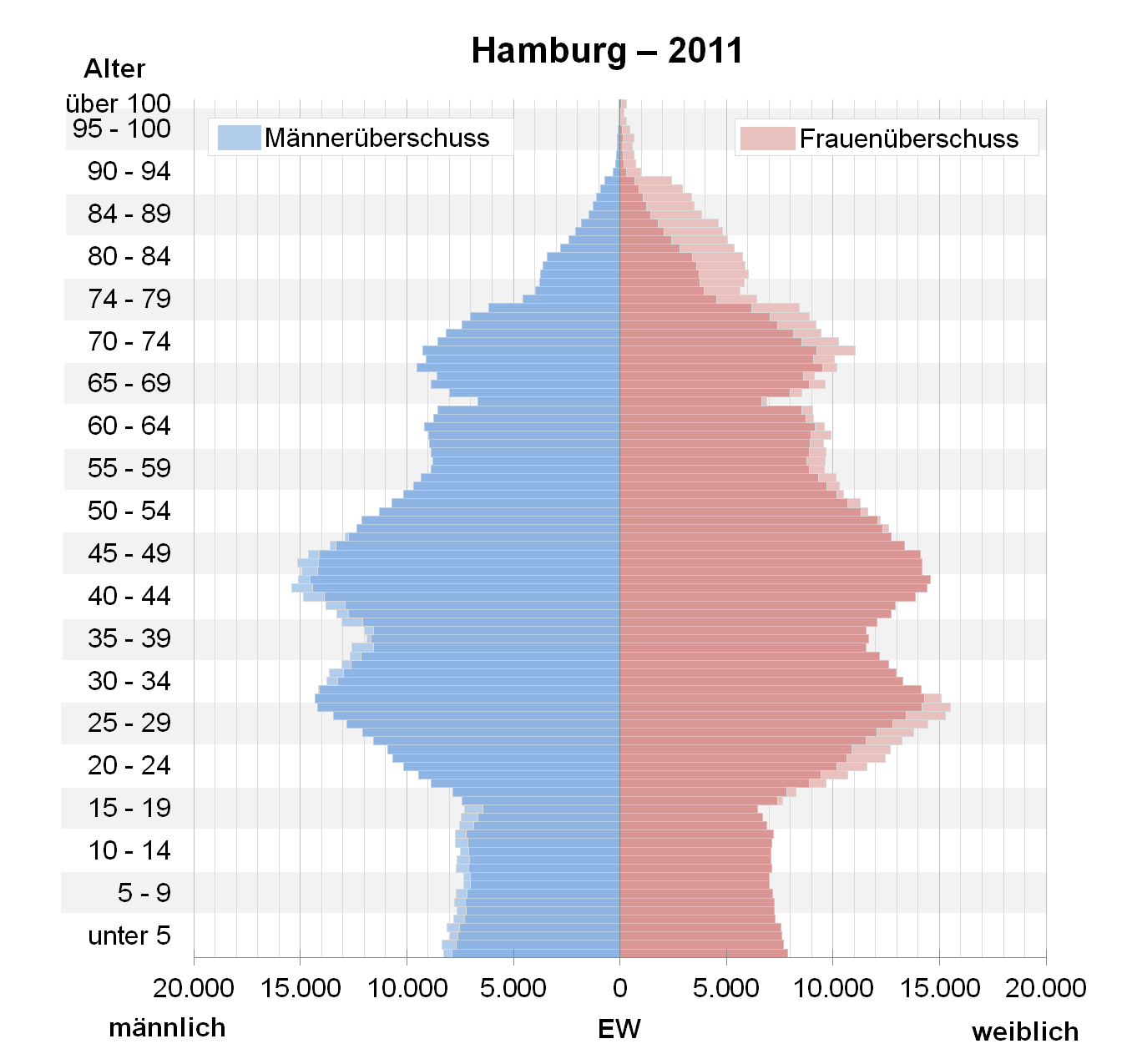
Bevölkerungspyramide für Hamburg (Datenquelle: Zensus 2011)

Am 31. Dezember 2020 lebten 17.250 Personen, die über 90 Jahre alt sind, in Hamburg. Die folgende Übersicht zeigt die Entwicklung der Gesamtbevölkerung und die einzelner Altersgruppen von 1995 bis 2012. Alle Daten stammen vom 31. Dezember des jeweiligen Jahres (Amtliche Bevölkerungsfortschreibung).
| Jahr | Gesamtbevölkerung absolut | Alter 0 bis 17 absolut | Alter 0 bis 17 in % | Alter 18 bis 64 absolut | Alter 18 bis 64 in % | Alter ab 65 absolut | Alter ab 65 in % |
| ---- | ------------------------- | ---------------------- | ------------------- | ----------------------- | -------------------- | ------------------- | ---------------- |
| 1995 | 1.707.901                 | 272.868                | 16,0                | 1.144.778               | 67,0                 | 290.255             | 17,0             |
| 1996 | 1.707.986                 | 274.547                | 16,1                | 1.145.098               | 67,0                 | 288.341             | 16,9             |
| 1997 | 1.704.731                 | 275.533                | 16,2                | 1.143.338               | 67,1                 | 285.860             | 16,7             |
| 1998 | 1.700.089                 | 274.510                | 16,2                | 1.142.218               | 67,2                 | 283.361             | 16,6             |
| 1999 | 1.704.735                 | 274.814                | 16,1                | 1.144.192               | 67,1                 | 285.729             | 16,8             |
| 2000 | 1.715.392                 | 276.206                | 16,1                | 1.149.508               | 67,0                 | 289.678             | 16,9             |
| 2001 | 1.726.363                 | 277.286                | 16,1                | 1.154.252               | 66,9                 | 294.825             | 17,0             |
| 2002 | 1.728.806                 | 277.168                | 16,0                | 1.152.524               | 66,7                 | 299.114             | 17,3             |
| 2003 | 1.734.083                 | 276.628                | 16,0                | 1.152.204               | 66,5                 | 305.251             | 17,5             |
| 2004 | 1.734.830                 | 275.245                | 15,9                | 1.148.670               | 66,2                 | 310.915             | 17,9             |
| 2005 | 1.743.627                 | 274.513                | 15,7                | 1.150.492               | 66,0                 | 318.622             | 18,3             |
| 2006 | 1.754.182                 | 273.255                | 15,6                | 1.155.288               | 65,9                 | 325.639             | 18,6             |
| 2007 | 1.770.629                 | 273.184                | 15,4                | 1.167.430               | 65,9                 | 330.015             | 18,6             |
| 2008 | 1.772.100                 | 271.754                | 15,3                | 1.166.992               | 65,9                 | 333.354             | 18,8             |
| 2009 | 1.774.224                 | 272.229                | 15,3                | 1.165.585               | 65,7                 | 336.410             | 19,0             |
| 2010 | 1.786.448                 | 273.825                | 15,3                | 1.176.506               | 65,9                 | 336.117             | 18,8             |
| 2011 | 1.798.836                 | 275.233                | 15,3                | 1.186.267               | 65,9                 | 337.336             | 18,8             |
| 2012 | 1.814.597                 | 277.374                | 15,3                | 1.197.863               | 66,0                 | 339.360             | 18,7             |

Quelle: Statistisches Amt für Hamburg und Schleswig-Holstein, Fortschreibung auf Basis der Volkszählung 1987.
Seit 2011 wird die Altersstruktur der Einwohner auf Basis des Zensus 2011 fortgeschrieben.
| Jahr | Gesamtbevölkerung absolut | Alter 0 bis 17 absolut | Alter 0 bis 17 in % | Alter 18 bis 64 absolut | Alter 18 bis 64 in % | Alter ab 65 absolut | Alter ab 65 in % |
| ---- | ------------------------- | ---------------------- | ------------------- | ----------------------- | -------------------- | ------------------- | ---------------- |
| 2011 | 1.718.187                 | 270.869                | 15,8                | 1.119.915               | 65,2                 | 327.403             | 19,1             |
| 2015 | 1.787.408                 | 288.774                | 16,2                | 1.164.225               | 65,1                 | 334.409             | 18,7             |
| 2020 | 1.852.478                 | 313.491                | 16,9                | 1.202.355               | 64,9                 | 336.632             | 18,2             |

Quelle: Statistisches Amt für Hamburg und Schleswig-Holstein.

## Stadtbezirke

Bezirke in Hamburg Stand 2008

Die Zahlen für die Bevölkerung wurden anhand des Melderegisters (Stand 31. Dezember des jeweiligen Jahres) ermittelt. Durch die Gebietsreform 2008 wurde im Bezirk Altona der neue Stadtteil Sternschanze geschaffen, der sich im Wesentlichen aus einem großen Anteil vom Stadtteil St. Pauli (Bezirk Hamburg-Mitte) und einem kleinen Anteil des Bezirks Eimsbüttel zusammensetzt.
| Bezirk           | Fläche [km²] | Einwohner (1990) | Einwohner (2000) | Einwohner (2005) | Einwohner (2008) | Einwohner (2009) | Einwohner (2010) | Einwohner (2011)         | Einwohner (2016) | Einwohner (2021) | EW/km² (2021) | Zuwachs (2011–2021) |
| ---------------- | ------------ | ---------------- | ---------------- | ---------------- | ---------------- | ---------------- | ---------------- | ------------------------ | ---------------- | ---------------- | ------------- | ------------------- |
| Altona           | 78,8         | 239.231          | 240.102          | 242.557          | 250.223          | 250.172          | 251.563          | 253.735 (247.011)(2)     | 270.263          | 275.011          | 3.490         | 2.800 EW/a          |
| Bergedorf        | 154,7        | 99.328           | 114.631          | 118.282          | 118.910          | 119.338          | 120.328          | 121.053 (118.828)(2)     | 126.395          | 130.711          | 845           | 1.188 EW/a          |
| Eimsbüttel       | 49,6         | 238.753          | 244.893          | 244.350          | 242.699          | 243.495          | 245.979          | 247.477 (242.757)(2)     | 262.130          | 269.964          | 5.443         | 2.721 EW/a          |
| Harburg(1)       | 125,3        | 143.937          | 150.138          | 151.365          | 153.667          | 152.429          | 152.607          | 153.404 (147.392)(2)     | 163.771          | 170.482          | 1.361         | 2.309 EW/a          |
| Hamburg-Mitte(1) | 141,5        | 295.842          | 274.185          | 279.637          | 281.472          | 280.430          | 282.781          | 285.936 (271.382)(2)     | 301.550          | 300.277          | 2.122         | 2.890 EW/a          |
| Hamburg-Nord     | 57,5         | 282.715          | 275.802          | 277.149          | 279.285          | 278.961          | 282.090          | 284.891 (275.349)(2)     | 306.732          | 315.929          | 5.494         | 4.058 EW/a          |
| Wandsbek         | 147,7        | 392.874          | 405.178          | 407.292          | 409.407          | 408.435          | 411.465          | 413.521 (403.977)(2)     | 429.918          | 444.037          | 3.006         | 4.006 EW/a          |
| Hamburg          | 755,1        | 1.692.680        | 1.704.929        | 1.720.632        | 1.735.663        | 1.733.260        | 1.746.813        | 1.760.017 (1.706.696)(2) | 1.860.759        | 1.906.411        | 2.525         | 19.972 EW/a         |

Quelle: Statistisches Amt für Hamburg und Schleswig-Holstein.
(1) Nach der Gebietsreform 2008 wird der Stadtteil Wilhelmsburg (Zuwachsrate 385 EW/a) nicht mehr dem Bezirk Harburg, sondern Bezirk Hamburg-Mitte zugerechnet; kursive Werte sind bereinigte Einwohnerzahlen. – (2) Zensus 2011. Ab 2011 ausschließlich auf Basis des Zensus 2011.

## Klage der Hansestadt Hamburg gegen die Berechnung beim Bundesverfassungsgericht
Die Hansestadt Hamburg klagte gemeinsam mit der Stadt Berlin gegen die Berechnungsgrundlage des Zensus 2011 und dessen Fortschreibung (Stand Oktober 2017). Hintergrund war, dass den Städten durch zu niedrig angesetzte Werte Ausgleichszahlungen nach dem Länderfinanzausgleich entgehen (s. a. Art. 107 GG und Zensusgesetz 2011). Den in den Klagen vorgebrachten Argumenten wurde durch das Urteil des Bundesverfassungsgerichts jedoch nicht gefolgt und der Zensus 2011 als mit dem Grundgesetz vereinbar beurteilt.